# Приморье (Черногория)

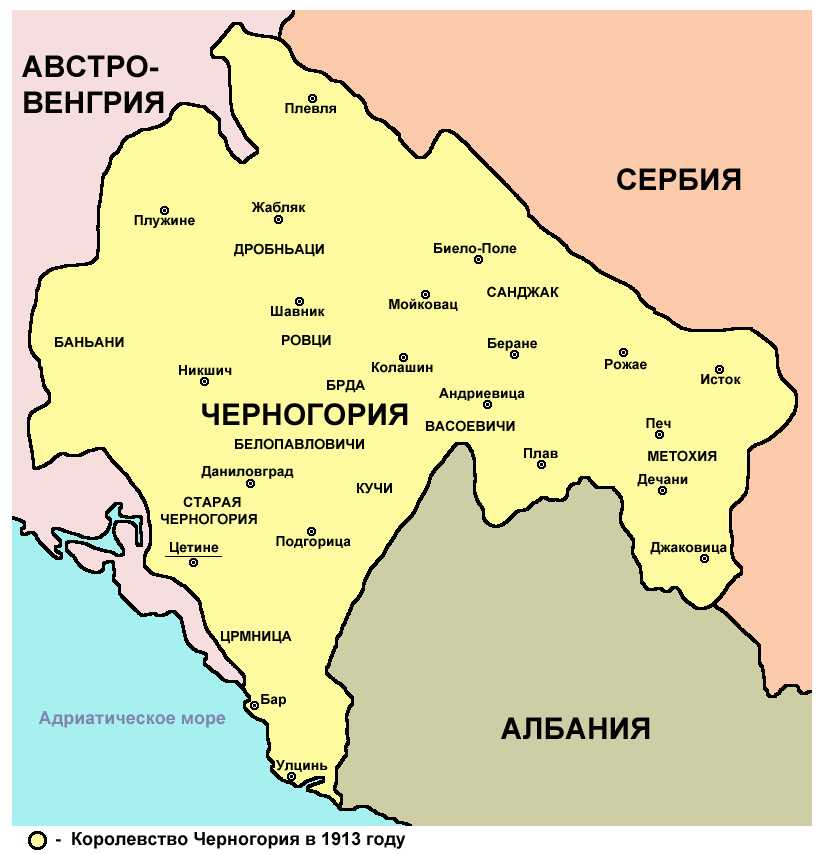
Черногорское королевство и Приморье в начале XX века

Черногорское примо́рье (серб. Црногорско приморје) — историческая область вдоль всего Адриатического побережья Черногории.
Тянется на 230 км от Которского залива на северо-западе до устья реки Бояны на юго-востоке. Место пляжного отдыха. Морской порт в Баре, железнодорожная линия Бар—Белград, международный аэропорт в Тивате. Средневековые города: Котор, Будва и другие.

## История
В Средние века побережье Черногории входило в состав сербских земель. В XV веке стало частью владений Венеции под названием Албания Венета. В конце XVI века Венеция была вынуждена уступить большую часть территории Приморья Османской империи. Эта часть Приморья с городам Бар и Улцинь была присоединена к Черногории в результате Черногорско-турецкой войны (1876—1878) годов.
С 1809 по 1815 год находилось в составе Иллирийских провинций. После чего было включено в империю Габсбургов — в составе так называемого Королевства Далмации.
В 1918 году оказалось в новообразованном Государстве словенцев, хорватов и сербов, и после его упразднения в том же году вошло в Югославию. В 1918—1922 годы — в составе провинции Далмация, в 1922—1929 годы вместе с остальными землями исторической Черногорией включена в Зетскую область, в 1929—1941 годы — в Зетской бановине. 15 апреля 1979 года на черногорском побережье произошло землетрясение интенсивностью до 9 баллов.